# Operación Lot
La Operación Lot (en hebreo: מִבְצָע לוֹט‎, Mivtzá Lot) fue una operación militar israelí durante la guerra de Independencia de Israel, el 23-25 de noviembre de 1948, al este del desierto de Néguev y el Aravá.
El objetivo de la operación Lot era crear un corredor territorial al aislado enclave israelí en el Mar Muerto, y afirmar la soberanía israelí en la zona. Esto se hizo posible después de la toma de Beerseba por parte de las Fuerzas de Defensa de Israel un mes antes, el 21 de octubre. La misión se llevó a cabo sin batalla, sin disparar un solo tiro.
La operación se realizó en terrenos difíciles, incluyendo los traicioneros Pasos de los Escorpiones. Se necesitaron tres días para que la fuerza principal de la Brigada Néguev arribara al monte Sodoma, donde los residentes de las aldeas de la región del Mar Muerto fueron evacuados al comienzo de la guerra. Las acciones adicionales fueron misiones de reconocimiento en el Aravá, que permitió la posterior operación Uvdá, y el cruce de la frontera internacional hacia Transjordania.

## Antecedentes
Al comienzo de la guerra civil durante el Mandato de Palestina, Israel ocupó varios puestos a lo largo de la costa del Mar Muerto, incluyendo los pueblos de Kalya y Beit HaArava en la zona más septentrional. Estos eran el hogar de importantes instalaciones civiles, como plantas de potasio. Israel trató de mantener estas plantas en funcionamiento durante la guerra y desmilitarizando la zona: importantes hombres de negocios británicos tenían participación en las plantas de potasio, y Transjordania negoció para obtener un beneficio por no atacar a los pueblos y las plantas. Un acuerdo se forjó entre el rey Abdullah e Israel en este sentido.
Sin embargo, con el final del mandato británico y la invasión árabe de Israel, la situación comenzó a deteriorarse. En marzo-abril de 1948, las fuerzas británicas dejaron de proteger a los convoyes que llevaban judíos de Jerusalén al Mar Muerto. Del 14 al 17 de mayo, cuando la Declaración de Independencia y la invasión árabe de Israel tuvieron lugar, mujeres y niños de Kalya y Beit HaArava fueron evacuados en avión a otras partes del país. También en ese momento, el 16 de mayo, movimientos de tropas transjordanas fueron detectados cerca a Jericó. Mientras tanto, los residentes restantes trataron de rendirse a Transjordania y negociar términos.
Después de que las negociaciones concluyeron el 18 de mayo, las delegaciones de los dos pueblos fueron a Jerusalén y al monte Sodoma para presentar los términos, pero este último se negó a rendirse y el 19 de mayo los residentes judíos del Mar Muerto decidieron quedarse y luchar. Sin embargo, por razones militares pensaron que la mejor manera era concentrar todas las fuerzas en el monte Sodoma. Ese mismo día las instalaciones de potasio fueron saboteadas y 11.5 toneladas de explosivos destruidas. El 20 de mayo, todos los residentes de Kalya y Beit HaArava se retiraron hacia Sodoma en embarcaciones.

## Preludio
En ese momento, las fuerzas israelíes no tenían control sobre el desierto de Néguev, excepto un enclave al oeste de Beerseba. El 19 de mayo, los suministros de agua dulce que llegaban de Safi en Transjordania cesaron, y la Legión Árabe de Transjordania disparó cañones a Sodoma durante la guerra, pero nunca atacaron. La base era suministrada por lo tanto desde el aire a través de un campo de aviación improvisado. Los combatientes intentaron capturar Safi para obtener agua dulce, pero fracasaron. Sodoma también tenía su propia fábrica de potasio, que era mantenida por los combatientes para que pudiera entrar en funcionamiento nuevamente en un corto plazo. Durante meses, las grandes fuerzas egipcias ocuparon todo el corredor Auja-Beerseba-Hebrón, y fuertes combates se llevaron a cabo por el control del enclave occidental, por lo que Israel no podía pensar en la vinculación con las fuerzas del Mar Muerto.
Sin embargo, esto cambió en la operación Yoav en octubre de 1948, cuando Beerseba y su entorno inmediato fueron capturados por las Fuerzas de Defensa de Israel. Esto dividió las líneas egipcias y no dejó ninguna presencia egipcia o transjordana importante entre los israelíes y el mar Muerto. El primer ministro y ministro de Defensa de Israel, David Ben-Gurión, estaba interesado en la captura de Kurnub y Ein Husub porque creía que esas áreas eran aptas para los asentamientos debido a sus largas primaveras. También vio el valor histórico en Ein Husub, que no estaba lejos de donde se dice estuvieron las minas de Salomón. Además, la zona era parte del Estado judío en el Plan de Partición de 1947.
A lo largo de octubre y principios de noviembre, pequeños grupos de exploradores fueron enviados al sur del Néguev, desde el HaMajtesh HaGadol hasta el Mar Muerto. A pesar de estos no encontraron presencia enemiga alguna, la inteligencia israelí descubrió que, tras la captura de Beerseba, la Legión Árabe tomó posiciones en el Aravá y Hebrón. Se temía que continuarían desde cualquiera lugar hacia la zona del Mar Muerto, lo que influyó en la decisión de tomar y mantener la zona.

## La operación

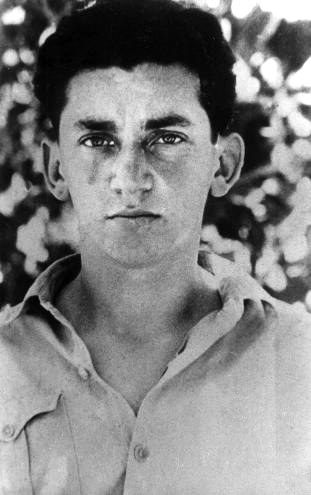
Jaim Bar-Lev.

Ben-Gurión dio personalmente la orden de capturar y mantener los fuertes de policía de Mamshit (Arnub) y Ein Husub. La operación fue nombrada Lot por el personaje bíblico que había vivido en la antigua Sodoma. En el nivel táctico, el orden operacional fue dado por el nuevo oficial de operaciones de la Brigada Néguev, Uzi Narkis. La acción debía comenzar el 22 de noviembre, y el nombre interno para la operación era Dabambam, en memoria del oficial de la Brigada Néguev Gershon Dabbenbaum, quien había caído en combate.
Una ruta adicional al mar desde Nevatim fue explorada: una ruta septentrional a través de Ras Zuweira, cerca de donde está hoy Arad. Mientras que una fuerza de exploración pudo cumplir con el reconocimiento de los alrededores de Sodoma en el camino septentrional, el grueso de las fuerzas se trasladó al sur para tomar Kurnub y Ein Husub. La acción se pospuso por 24 horas porque se necesitaban refuerzos en la zona de la Bir 'Asluj.
El personal de la Brigada Néguev emitió la siguiente declaración el 23 de noviembre:
Hoy día, la brigada traslada la frontera de Israel cien kilómetros al sur. Hoy día, vamos a liberar a Sodoma del cerco y del bloqueo. Hoy día, ¡el mar Muerto será anexado en la práctica al Estado de Israel! ¡Cada lugar al que vamos y mantenemos es nuestro!
La visión, que parecía tan lejana en los días difíciles que tuvimos en el Néguev, se convierte en realidad con esta operación. El amplio espacio abierto del sur del Néguev, con sus tesoros, no nos será arrebatado, ni por la fuerza, ni por trucos políticos de nuestros enemigos.

Ein Husub, Kurnub: son estaciones en el camino; la tarea no está terminada hasta llegar a las fronteras de nuestro país! Y por lo tanto, nos hemos establecido al sur para terminar el trabajo. ¡Estamos preparados y fuertes!
A las 10:00 horas del 23 de noviembre de 1948, las fuerzas de la Brigada Néguev dejaron Beersheba y alcanzaron la estación de policía de Kurnub, que tomaron a las 15:30 horas sin luchar. El 7.° Batallón tomó posiciones allí. Un segundo convoy, del 9.° Batallón, dirigido por Jaim Bar-Lev, dejó Beersheba a las 16:30 horas. Este convoy incluía dos pelotones de vehículos blindados, una pieza de artillería, tres pelotones jeep, dos pelotones de infantería adicionales, una ambulancia, y docenas de vagones y camiones de remolque transportando suministros y materiales de construcción.
En total, dos batallones participaron en la operación. La principal dificultad de la operación fue el desplazamiento por el terreno montañoso, donde un vehículo podría fácilmente caer en un abismo. Muchos de los soldados de la Brigada Néguev eran veteranos del Palmaj formados en el desierto de Judea antes de la guerra y tenían experiencia en el traslado en condiciones similares. Los policías militares estaban activos en la parte delantera del convoy mediante la colocación de señales de advertencia y orientando a los vehículos. En el tramo inicial hasta Kurnub, solo un camión se salió de la carretera, cuando las tropas vieron a un avión y se pusieron a cubierto (de hecho, era un avión israelí), pero después de muchas horas, el camión fue remolcado.

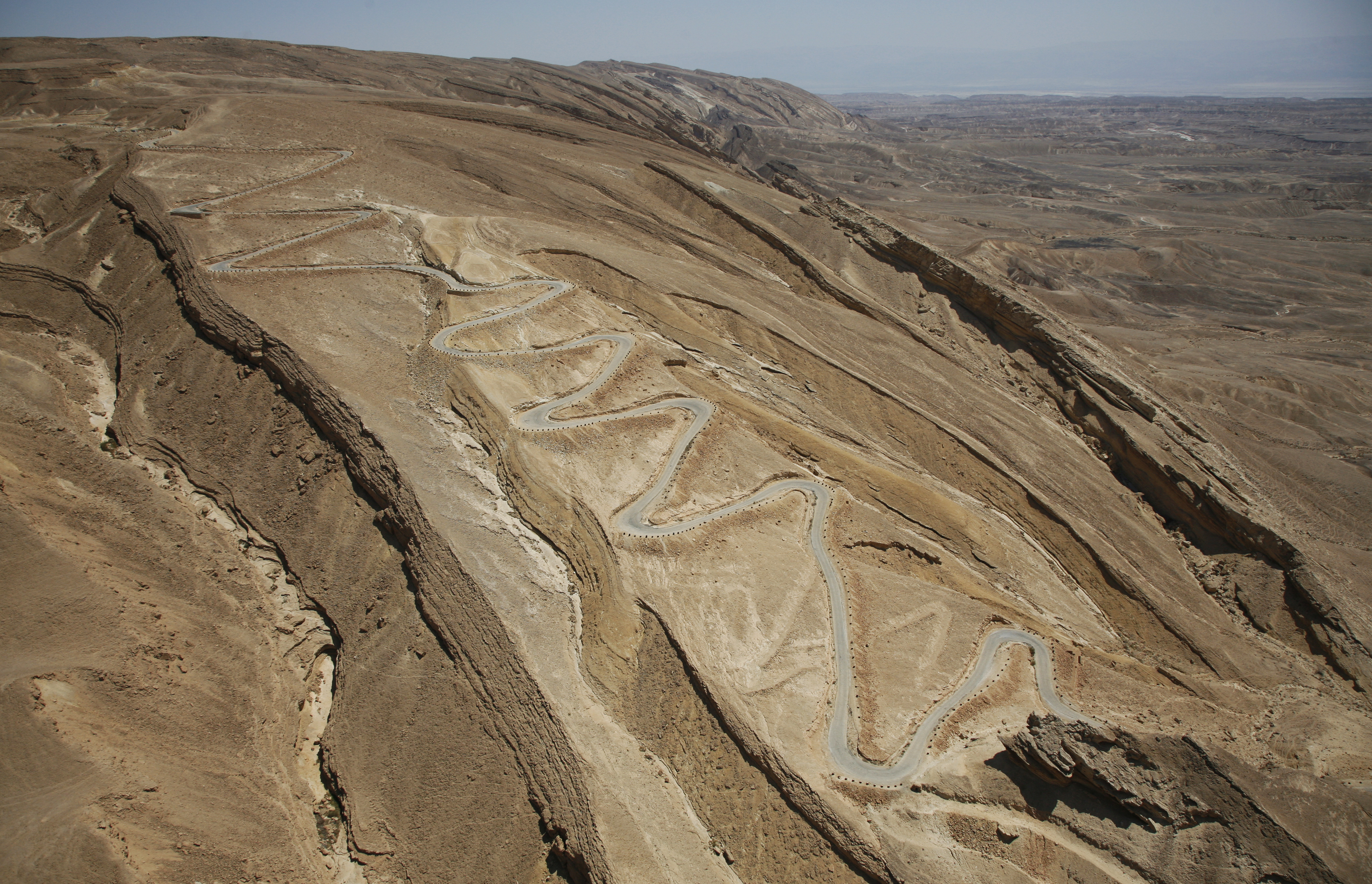
Los Pasos del Escorpión hoy (la carretera de la imagen fue construida después de la guerra árabe-israelí de 1948).

Tras el encuentro con otras fuerzas del 7.° Batallón cerca de Kurnub y la entrega de los camiones destinados a esa posición, el convoy comenzó a moverse hacia Ein Husub. Este camino estrecho, hoy carretera 227, que incluye a los traicioneros Ma'ale Akrabim (Pasos del Escorpión), fue creado por los británicos en 1927, cuando exploraban el área en busca de recursos naturales. El descenso de los pasos de Escorpión comenzó por la noche y, al amanecer el 24 de noviembre, todo el convoy había descendido de allí. En esta sección, en el que quedarse fuera de la carretera sería fatal, numerosos conductores se negaron a llevar a cabo su misión por miedo. A las 05:30 horas, los primeros jeeps de reconocimiento alcanzaron Ein Husub, que todavía estaba abandonado, y todo el convoy llegó allí a las 08:30 horas.
Las fuerzas pasaron el día 24 de noviembre convirtiendo a los cinco edificios de la estación de policía Ein Husub en una base militar, mediante la construcción de cercas, el despliegue de artillería, excavación de zanjas y la creación de una estación de radio. Mientras tanto, las unidades de exploración se dirigieron hacia Sodoma y junto con los soldados del lugar, despejaron los campos de minas que las mismas tropas habían puesto en los meses anteriores por el temor a un ataque transjordano. El 25 de noviembre, los israelíes se trasladaron al norte y conectaron Sodoma con el resto del país. El futuro Jefe de Estado Mayor israelí, Mordejai Gur, fue uno de los soldados de la Brigada Néguev y tuvieron la oportunidad de reencontrarse con su hermano Shmuel, quien fue uno de los sitiados en Sodoma durante la guerra.
Después de lograr los objetivos principales, el 26 de noviembre las fuerzas israelíes se reagruparon con el fin de reconocer el área y buscar a las fuerzas enemigas, pero sin la orden de enfrentarlas. Los grupos de exploradores fueron a Safi en Jordania y también cruzaron la frontera cerca de Ein Husub. Los exploradores más meridionales se movieron más allá de la estación de policía abandonada en Ein Weibeh hacia Ein Ghamr, y llegaron hasta Bir Maliha, a mitad de camino entre Umm Rashrash y el Mar Rojo. Los exploradores fueron detectados por los legionarios árabes en varias instancias, y se retiraron, según lo ordenado en esas situaciones. Cuando un grupo de exploradores regresaba de Transjordania en la zona del Mar Muerto, el comandante de pelotón Rafi Meir pisó una mina israelí. Finalmente, fue trasladado por aire a Jaffa, donde murió de sus heridas en el Hospital Dajani.

## Consecuencias
La captura de la zona del Mar Muerto fortaleció el control de Israel en el desierto del Néguev y movió eficazmente las fronteras del nuevo país a unos 100 kilómetros al sur. También consolidó la reivindicación de Israel al Mar Muerto. En el mes siguiente a la operación, los exploradores de la Brigada Néguev realizaron maniobras abiertas en una amplia área alrededor de Ein Husub para mostrar la importante presencia israelí a los observadores de las Naciones Unidas que recorrieron la zona. Después de un mes, la mayoría de las fuerzas de la Brigada Néguev en Beersheba fueron reasignados para participar en la operación Horeb.
Adicionalmente, la operación Lot allanó el camino para la anexión completa del Néguev al Estado de Israel, ocurrida en las operaciones Uvdá y Itzuv. Después de tomar la zona, el Embajador de Israel ante las Naciones Unidas Abba Eban promovió el asentamiento inmediato de la zona para reforzar el control de Israel. Ein Hatzeva, donde se encontraba el fuerte de Ein Husub, recién fue fundada en 1960, sin embargo, contra la recomendación de los expertos. Los caminos que la Brigada Néguev utilizó en la operación se convirtieron en carreteras cuando el Cuerpo de Ingenieros del ejército israelí llevó a cabo la operación Aravá en 1949-1950.